# Eustaquio Méndez (provincie)
Eustaquio Méndez is een provincie in het departement Tarija in Bolivia. De provincie heeft een oppervlakte van 4861 km² en heeft 34.993 inwoners (2012). De hoofdstad is San Lorenzo.
Eustaquio Méndez is verdeeld in twee gemeenten:
- El Puente
- Villa San Lorenzo

## Plaatsen
De volgende plaatsen zijn gelegen in de provincie Eustaquio Méndez
In de gemeente El Puente:
- Iscayachi 730 inw. – El Puente 554 inw. – Quebrada Grande 513 inw. – Chayaza 188 inw. – Carrizal 155 inw. – La Parroquía 147 inw. – Curqui 89 inw. – Ircalaya 82 inw.

In de gemeente Villa San Lorenzo:
- * San Lorenzo 3401 inw. – Tomatitas 1234 inw. – Rancho Norte 1123 inw. – San Lorenzo (Canasmoro) 715 inw. – Bordo El Mollar 667 inw. – Tomatas Grande 657 inw. – La Victoria 632 inw. – Lajas Merced 580 inw. – Sella Méndez 531 inw. – Carachimayo 528 inw. – Coimata 523 inw. – Canasmoro 441 inw. – Calama 439 inw. – Erquis Norte 390 inw. – Leon Cancha 316 inw. – Rincón de la Victoria 216 inw. – La Pampa 216 inw. – San Pedro de las Peñas 123 inw. – Alto Cajas 79 inw.

Aniceto Arce · 
Burnet O'Connor · 
Cercado · 
Eustaquio Méndez · 
Gran Chaco · 
José María Avilés